# Nach Hamburg
Nach Hamburg ist ein Album des Sängers und Liedermachers Hannes Wader aus dem Jahr 1989.

## Entstehung
Seit der Produktion des Albums Liebeslieder (1986) hatte Hannes Wader kein Studio mehr betreten. Nach dem Album Nach Hamburg wurde dem Liedermacher von seiner Plattenfirma Pläne aus politischen Gründen gekündigt. Dieses Album erschien daher, genau wie sein nächstes Hannes Wader singt Volkslieder (1990) bei Mercury. Der Ärger mit den Plattenfirmen sollte aber auch danach nicht beendet sein und Wader wurde 1993 von Mercury gefeuert und landete 1994 wieder bei Pläne-ARIS.
Der Liedermacher arbeitete drei Jahre an diesem Album und dem dort veröffentlichten Hamburg-Liedzyklus, nachdem er seine politischen Aktivitäten zurückgeschraubt und sich weitgehend aus der Öffentlichkeit zurückgezogen hatte. Nach den weltpolitischen Änderungen, insbesondere der Regentschaft von Gorbatschow in der Sowjetunion brach Waders Weltbild, das zwölf Jahre seine politische Heimat war, endgültig zusammen. 1991 trat er schließlich aus der Deutschen Kommunistischen Partei aus.

## Titelliste
1. Lothar – 2:30
2. Nach Hamburg – 3:40
3. Der Kodiakbär – 3:10
4. Hamburg-Oregon – 3:17
5. Mit Eva auf dem Eis – 4:30
6. Cappuccino I – 3:05
7. Cappuccino II – 4:03
8. Die Möwe – 3:37
9. Denkmalsbeschreibung – 3:47
10. Die Kinder von Bullenhuser Damm – 1:31
11. Schlachthof – 3:16
12. Ankes Bioladen – 4:50
13. Große Freiheit – 3:55
14. Alptraum – 3:12
15. Folgenlos – 5:26
16. Hafenmond – 3:27
17. Mondphase – 2:28
18. Macht’s gut – 4:07

## Besonderheiten
Nach Hamburg wurde Waders bis dahin längstes Studioalbum. Es dauert 64:01 Minuten. Mit achtzehn Liedern gab es bis dahin auch noch nie so viele Titel auf einem Album.
Nur sein Album Neue Bekannte (2007) mit bekannten, aber neu eingespielten Titeln übertrifft mit 72:54 Minuten und 20 Liedern noch diese Werte.
Den Ton mischten Malcom Devenish und Detlef Petersen. Sie waren für die Overdubs und für die Mischung im Studio Maschen, Hamburg verantwortlich, in dem auch die deutsche Countrygruppe Truck Stop ihre Alben produziert.
Mit Cisco Berndt und Teddy Ibing mischten hier auch einmalig zwei Bandmitglieder von Truck Stop mit.
Lydie Auvray kehrte nach vier Jahren wieder zu Wader zurück und spielte Akkordeon in „Cappuccino II“.
In „Nach Hamburg“ schildert Hannes Wader einen Ausflug, den er als Jugendlicher mit einigen Freunden in einem gestohlenen Auto gemacht hatte. Nachdem sie die Reeperbahn nicht finden konnten, stiegen sie an den Landungsbrücken aus und fuhren nach zehn Minuten wieder nach Hause. Ironisch berichtet Wader auch über die kleinen Affären, die zwischen Jungen und Mädchen abliefen. Dieser Titel befindet sich auch auf dem Album Auftritt: Hannes Wader (1998).
„Der Kodiakbär“ handelt von einem Alptraum des Liedermachers, der in einem Zoo einen Bären besucht, der sich vor seinen Augen in ein Monster verwandelt. Wader spielt hier die Keyboards.
Das Lied „Hamburg-Oregon“ ist ein Countrysong, der von Musik und Rhythmus her absolut ungewöhnlich ist. Er handelt von einem Trucker, der Fernweh hat und sich von Ferne, Natur und Meer angezogen fühlt. Diese Sehnsucht klingt bei vielen Wader-Liedern an, z. B. in „Unterwegs nach Süden“ auf dem Album 7 Lieder.
Das Lied „Mit Eva auf dem Eis“ ist eine klassische Liebesgeschichte. Der Protagonist lernt in Hamburg eine Frau kennen und entwickelt das Gefühl mit ihr zusammen zu sein und ihr Hamburg zeigen zu müssen. Sein Traum erfüllt sich nicht und sie zieht weiter.
Der Titel „Cappuccino I“ behandelt das Thema Ausgrenzung Andersartiger. Wader schildert, wie er sich aufgrund seiner Andersartigkeit in einem Café ausgegrenzt fühlt, was ihn traurig macht und kränkt. Er gibt zu, dass es eine Zeit gab, in der er gerne zu den Anderen gehört hätte. Dies war eine Zeit, in der es ihm sozial schlechter ging. Er lässt aber auch anklingen, dass er heute keine Bindung mehr zu diesen Leuten wünscht. Es handelt sich um einen gesellschaftskritischen Titel.
In „Denkmalsbeschreibung“ setzt sich der Liedermacher mit dem Leben Heinrich Heines auseinander, indem er das Heine-Denkmal am Hamburger Rathausmarkt beschreibt. Wader schildert, wie er sich Heines Leiden unter seinem Leben vorstellt. Auch sein Leiden unter Heimweh im Exil in Paris kann sich Hannes Wader vorstellen.
Das Lied „Die Kinder vom Bullenhuser Damm“ handelt von jüdischen Kindern, die von SS-Männern hingerichtet wurden. Der Text nimmt Bezug auf die Ereignisse um Kurt Heißmeyer, der als SS-Arzt am Bullenhuser Damm gewirkt hat und verantwortlich für den Tod von 20 Kindern war. Er erinnert daran, dass solche Leute noch heute ungestört aktiv sein können und wenig Widerstand entgegengesetzt bekommen. Sie streuen die Saat des Nationalsozialismus in Deutschland und der Liedermacher fordert zum Widerstand auf.
In „Ankes Bioladen“ setzt sich der Liedermacher kritisch und ironisch mit dem Verhältnis und Verhalten von Vegetariern, aber auch mit den Nichtvegetariern auseinander. Auch der fehlende Respekt dieser Leute untereinander ist Thema. Dieser Titel befindet sich auf dem Album Was für eine Nacht (2001), einem Dokument der Sommertournee 2001 mit Konstantin Wecker.
Das Lied „Große Freiheit“ setzt sich kritisch und ironisch mit dem Rotlichtmilieu auseinander. Der Protagonist trifft eine Prostituierte, mit der er schließlich Mitleid bekommt und daher bereit ist, für sie sein Leben zu ändern. Auch dieser Titel ist auf Was für eine Nacht (2001) zu finden.
„Mondphase“ ist der einzige Instrumentaltitel, den der Liedermacher jemals veröffentlicht hat.